# Opera pekińska

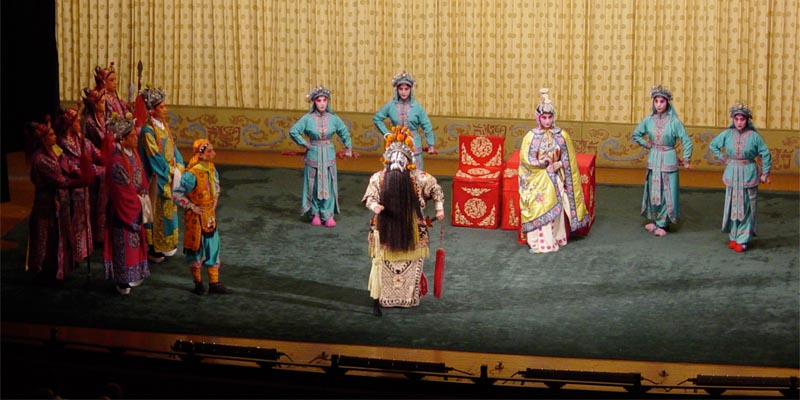
Scena zbiorowa

Opera pekińska – najbardziej znana forma chińskiej opery, mająca rangę klasycznego teatru narodowego. Ukształtowała się w połowie XIX wieku. Ma swój początek od wystąpienia Opery Anhui w 1790 r. dla uczczenia urodzin cesarza Qianlonga. Po tym wydarzeniu wiele grup teatralnych przyjechało do Pekinu by tam występować.
Opera pekińska jest bardzo symboliczna i alegoryczna. Niemal nie używa się w niej dekoracji, a miejsce i czas akcji określa zazwyczaj muzyka. Aktorzy dla oddania sytuacji posługują się symbolicznymi rekwizytami i tak na przykład bat w ręku oznacza jazdę konną, wiosło przeprawianie się przez rzekę, chorągwie za plecami prowadzenie oddziału wojskowego. Funkcję i pozycję społeczną postaci ukazują noszone przez aktorów stroje, zaś maski – charakter granej postaci. Maska czerwona oznacza człowieka uczciwego, biała kłamcę, żółta wojownika, zaś złota bóstwo. Również ruchy aktorów są ściśle określone kanonami. Strach ukazywany jest przez wymachiwanie rękami nad głową, zaś złość poprzez wciągnięcie głowy między ramiona. Wszystkie te elementy sprawiają, że dla niebędącego Chińczykiem widza opera pekińska jest zazwyczaj zupełnie niezrozumiała.
Aktorzy opery pekińskiej poza umiejętnościami dramatycznymi posiadają zazwyczaj także doskonałe umiejętności muzyczno-wokalne i akrobatyczne, gdyż wymagają od nich tego reguły przedstawienia. W przeszłości postacie kobiece były odgrywane przez mężczyzn.
W operze pekińskiej występuje pięć podstawowych typów postaci:
- Sheng (生) – pozytywne postaci męskie, dzielące się na wojskowych (wu) i cywili (we), a także starych (laosheng) i młodych (xiaosheng);
- Dan (旦) – postaci kobiece, dzielące się na kobiety stare (laodan), młode i dobre (zhengdan), służące i kurtyzany (huadan) i amazonki (daomadan);

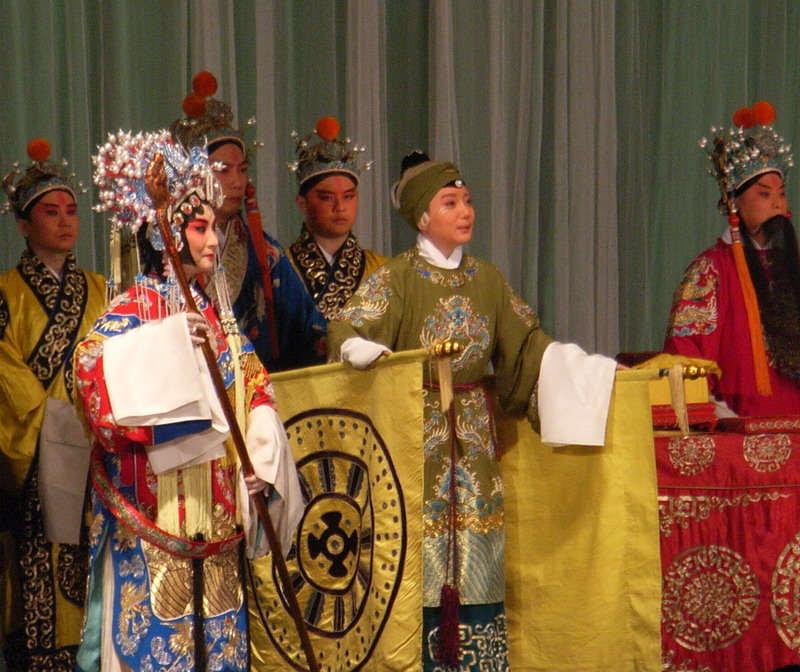
Postaci dan

- Jing (净) – charakterystyczne, odznaczające się w fabule postaci męskie, dobre lub złe. Są to głównie wojskowi;
- Chou (丑) – postaci komiczne;
- Mo – postaci drugoplanowe.

Scena w operze pekińskiej jest prostokątna, z trzech stron otwarta dla widzów, a z czwartej zasłonięta. Sceny budowano zazwyczaj przy świątyniach lub herbaciarniach, popularne były także wędrowne zespoły grające na rynkach i placach.
Jednym z najbardziej znanych aktorów opery pekińskiej był Mei Lanfang (1894–1961).
W 2010 roku opera pekińska została wpisana na listę niematerialnego dziedzictwa UNESCO.